# Psalm responsoryjny
Psalm responsoryjny (łac. psalmus responsorius) – element liturgiczny Mszy Świętej, a dokładniej Liturgii Słowa w Kościele rzymskokatolickim. Po Soborze Watykańskim II, oprócz graduału, stanowi jedną z form wykonania śpiewu po pierwszym czytaniu. Tekst pochodzi najczęściej z Księgi Psalmów. Psalm zasadniczo powinien być śpiewany, choć w sytuacji, gdy nie ma możliwości jego zaśpiewania, można go wyrecytować. Należy unikać recytowania psalmu szczególnie w niedzielę i święta.
Zgodnie z pkt. 61 Ogólnego wprowadzenia do mszału rzymskiego, psalm responsoryjny powinien być wykonywany przez jednego psałterzystę, czyli specjalnie przygotowanego kantora, z miejsca proklamowania słowa Bożego, zazwyczaj z ambony. W praktyce wiele parafii ma problem z brakiem psałterzystów, a wierni często obawiają się publicznego śpiewania, co prowadzi do sytuacji, że psalm wykonuje organista z chóru, co nie jest zgodne z przepisami liturgicznymi. Organista powinien pełnić funkcję pomocniczą w śpiewie psalmu, akompaniując i prowadząc śpiew zgromadzenia, a nie zastępować psałterzystę, który jest głównym wykonawcą i powinien być nie tylko słyszany, ale również widziany przez wiernych, tak jak lektor czytający czytania mszalne. Lepszym rozwiązaniem niż śpiew organisty z chóru jest, aby psalm zaśpiewał diakon, koncelebrans lub sam główny celebrans z ambony, ale i to powinno być traktowane jako ostateczność, gdy nie można znaleźć psałterzysty. Należy dążyć do tego, aby w każdej parafii byli odpowiednio przygotowani wierni do śpiewania psalmów.
Istnieją dwa sposoby wykonywania Psalmu – responsorialny (w którym wierni odpowiadają krótkim refrenem zwanym responsem) i ciągły. Pierwszy z nich występujący w odmianach a capite (odpowiedź następuje po jednym lub dwóch wersetach psalmu) i a latere (wierni dopowiadają tylko część responsu, uzupełniając wiersz, na przykład słowem Alleluja). W sposobie ciągłym psałterzysta śpiewa cały psalm. W tym wypadku dopuszcza się wykonanie przez całe zgromadzenie, gdy znane są teksty liturgiczne (na przykład we wspólnocie zakonnej). Musi być jednak zachowana forma psalmu. Zabronione jest zastępowanie psalmu pieśnią.
W polskim wydaniu lekcjonarza psalmy zostały zamieszczone w formie responsoryjnej a capite, z jedenastozgłoskowymi refrenami według pomysłu Jerzego Kosko.